# Mariano Rivera Paz
Pour les articles homonymes, voir Paz.
Mariano Rivera Paz (né le 24 décembre 1804 à Guatemala et mort le 26 février 1849 à Jalapa) est un homme d'État, premier président du Guatemala en 1839, puis de 1842 à 1844.